# Droga wojewódzka nr 704
Droga wojewódzka nr 704 (DW704) – droga wojewódzka o długości 31 km łącząca Jamno (skrzyżowanie z drogą krajową nr 14) z Brzezinami

## Ważniejsze miejscowości leżące przy trasie DW704
- Jamno
- Łyszkowice
- Kołacin
- Brzeziny